# Aginazio
Aginazio (in latino Aginatius; Roma, ... – 375/376) è stato un politico romano dell'età imperiale, Vicarius urbis Romae.
Fu coinvolto nei processi contro l'aristocrazia condotti dal prefetto dell'annona Massimino.

## Biografia
Nacque a Roma da una famiglia aristocratica, forse connessa alla gens Anicia. È possibile che fosse il padre della moglie del praefectus urbi Cecina Decio Albino e quindi nonno materno del praefectus urbi Cecina Decio Aginazio Albino.
Una legge promulgata il 12 novembre 363 e conservata nel Codice teodosiano (XI.20.I) lo attesta come Consularis della Bizacena.
Successivamente divenne Vicarius urbis Romae. Verso la fine del 368 riferì all'imperatore Valentiniano I sugli scontri causati dai sostenitori di Ursino presso la basilica di Sant'Agnese; ricevette l'ordine di impedire, di concerto con Olibrio, ogni assembramento a meno di venti miglia da Roma.
Nel 370, quando scoppiò lo scandalo dei praticanti di magia, l'incarico di dirigere i processi fu dato al prefetto dell'annona Massimino invece che ad Aginazio, il quale cercò di vendicarsi di Massimino: riferì a Sesto Petronio Probo che Massimino l'aveva insultato, ma Probo non si rivalse su Massimino, bensì tradì Aginazio. Affermò anche che Vittorino, un amico defunto di Massimino, si era fatto corrompere per ottenere che Massimino decidesse in giudizio in determinato modo, e minacciò di fare causa alla vedova di Vittorino, Anepsia. Nel corso dell'anno, lasciò l'incarico di Vicarius, venendo sostituito dallo stesso Massimino.
Fu arrestato con le accuse di adulterio e magia nel 375/376 e giustiziato.